# Баня-Вручица
Ба́ня-Вручи́ца (серб. Бања Врућица) —  населённый пункт (село) в общине Теслич, который принадлежит энтитету Республике Сербской, Босния и Герцеговина. Расположен в 2 км к юго-востоку от центра города Теслич.

## Население
Численность населения посёлка Баня-Вручица по переписи 2013 года составила 2 413 человек.
Этнический состав населения населённого пункта по данным переписи 1991 года:
- сербы — 1.381 (52,37 %),
- югославы — 334 (12,66 %),
- хорваты — 828 (31,39 %),
- боснийские мусульмане — 37 (1,40 %),
- прочие — 57 (2,16 %).

Всего: 2.637 чел.